# Baltasar Francisco de Valderrama y Haro y Portillo
Baltasar Francisco de Valderrama y Haro y Portillo (n. en Madrid, España, c. 1685 - m. en Santiago de Guatemala, Guatemala, el 27 de septiembre de 1738) fue un militar español, que de 1727 a 1736 fue gobernador de la provincia de Costa Rica.
Fue hijo del capitán García de Valderrama y Ortega, caballero de la Orden de Santiago y secretario de la Negociación de Milán en el Consejo Real, natural de Granada, España, y de Teresa de Portillo y Lerín, natural de Madrid, quienes casaron en Madrid el 22 de septiembre de 1679.
Casó en Tarragona el 18 de octubre de 1714 con María Teresa Claver y Foraster, natural de Barcelona, hija de José Claver y Vicenta de Foraster. Hijos de este matrimonbio fueron: José Baltasar Ignacio Felipe Enrique (bautizado en Tarragona el 16 de septiembre de 1715) y Felipa María de la Luz (nacida en Santiago de Guatemala el 26 de mayo de 1726), que casó con Pablo José de Montiel y Echavarría Navarro, adelantado de Costa Rica.
Fue sargento mayor de la plaza de Tarifa.

## Gobernador de Costa Rica
Fue nombrado gobernador de Costa Rica por el rey Felipe V el 10 de noviembre de 1724, en reemplazo de don Diego de la Haya Fernández. Tomó posesión de su cargo en la ciudad de Cartago el 20 de mayo de 1727. 
El 29 de enero de 1728 pidió a la Real Audiencia de Guatemala el restablecimiento de la compañía pagada de cien soldados creada en Costa Rica en el decenio de 1680, y la autorización para construir un fortín en Matina. El 12 de mayo de ese año, la Audiencia declaró sin lugar la primera de esas peticiones y pidió un informe al gobernador acerca del lugar más a propósito para la construcción del fortín. En septiembre de 1733 la Audiencia declaró extinguida la compañía pagada. 

## Conflictos con el clero
El 29 de diciembre de 1728 el gobernador Valderrama nombró a Francisco de Morales como teniente de gobernador de Quepo, Boruca y Térraba. Los curas doctrineros franciscanos de Boruca reaccionaron ásperamente y sublevaron a los indígenas. A petición de los mismos religiosos, la Real Audiencia dispuso el 23 de mayo de 1733 que el gobernador de Costa Rica no podía nombrar teniente en esos pueblos. 
El 20 de noviembre de 1730, un religioso del convento de San Francisco de Cartago llamado fray Gregorio José de Morales, llevando un puñal en la manga del hábito, atacó al gobernador Valderrama, pero este logró ponerse a salvo. Enterada del hecho, la Audiencia despachó el 9 de julio de 1731 una carta de ruego y encargo al superior del convento para que hiciera salir de Costa Rica al fraile Morales y diera satisfacción al gobernador.
En 1734 los vecinos de la incipiente población de Cubujuquí (hoy Heredia) presentaron una serie de graves quejas contra el licenciado Juan de la Cruz Zumbado, cura de Barva. El obispo de Nicaragua y Costa Rica fray Dionisio de Villavicencio nombró a Zumbado visitador de Costa Rica, pero a consecuencia de las acusaciones formuladas, el tribunal de la Inquisición de Cartago instruyó causa en su contra y mandó reducirlo a prisión, para lo cual pidió auxilio a Valderrama. Este accedió y Zumbado fue arrestado. El obispo dirigió un exhorto al gobernador para que lo sacara por la fuerza de la prisión del Santo Oficio, pero Valderrama de exusó. El obispo dispuso entonces excomulgar al gobernador y poner en entredicho la provincia de Costa Rica.  La Audiencia tuvo que intervenir y ordenó al obispo levantar la excomunión de Valderrama y el entredicho de la provincia. 

## Últimos años
El 25 de abril de 1736, Valderrama entregó el mando a don Antonio Vázquez de la Cuadra y Sequera, nombrado como nuevo gobernador desde el 19 de noviembre de 1733.